# III. Malcolm skót király
Máel Coluim mac Donnchada (mai gael nyelven: Maol Chaluim mac Dhonnchaidh), (1031. augusztus 26. – 1093. november 13.) a legtöbb anglicizált királylista szerint Malcolm III, magyarul III. Malcolm, a későbbi századokban ráragadt gúnynevei szerint Canmore, „Nagy Főnök” vagy Long-neck, azaz „Hosszúnyakú”, 1093. november 13-i haláláig Skócia királya volt. Manapság amellett is hangzanak el érvek, hogy az igazi „Malcolm Canmore” nem is ő, hanem dédunokája, IV. Malcolm volt, akit a halálával kapcsolatos kortárs feljegyzések említettek ezen a néven. III. Malcolm I. Duncan (Donnchad mac Crínáin) király legidősebb fia volt. Malcom hosszú – 35 évig tartó – uralkodását követően vette kezdetét az úgynevezett skót-normann korszak.
Malcolm birodalma nem terjedt túl a mai Skócia területén. Az északi és nyugati skót területek továbbra is skandináv, normann-gael és gael ellenőrzés alatt maradtak, a skót királyok által felügyelt földek pedig a 12. századig nagyjából megegyeztek azokkal, melyeket már II. Malcolm (Máel Coluim mac Cináeda) is uralt. III. Malcolm több háborút is vívott az Angol Királyság ellen, melyek célja Northumbria angol grófság meghódítása volt. A háborúk azonban semmilyen komoly térhódítással nem jártak déli irányban. Malcolm legnagyobb teljesítménye az volt, hogy nem tért le arról az irányról, melynek mentén sok-sok éve irányították Skóciát, dinasztia-alapítóként játszott szerepe pedig alig több, mint a legkisebb fia, Dávid, valamint leszármazottai által gerjesztett hírverés, azaz kevés történelmi realitást tartalmaz.
Malcolm második feleségét, Skóciai Szent Margitot később szentté avatták, ő volt az egyetlen skót királyi házból származó szent. Maga Malcolm nem igazán törekedett arra, hogy a vallás által tegyen szert hírnévre. A dunfermline-i apátság kivételével nem nagyon kapcsolódik a nevéhez vallási reform vagy egyházi intézmény.

## A háttér
Malcolm apja, I. Duncan (Donnchad mac Crínáin) 1034 végén, II. Malcolm (Máel Coluim mac Cináeda), Duncan anyai nagyapja halálát követően lett skót király. John of Fordun szerint Malcolm anyja Siward, northumbriai gróf unokahuga volt, egy korábbi királylista szerint a gael neve Suthen volt.
Duncan uralkodása nem volt sikerekben gazdag és 1040. augusztus 15-én megölte őt Macbeth (Mac Bethad mac Findlaích). Bár Shakespeare Macbeth-je Malcolmot felnőttként, apját pedig idős emberként mutatja be, valószínűbb, hogy Duncan 1040-ben még fiatal ember, Malcolm és fivére, III. Donald (Domnall Bán) pedig gyermek volt. Malcolm családja 1045-ben megkísérelte Macbeth megbuktatását, de Malcolm nagyapját, Crínán of Dunkeld-et megölték a próbálkozás során.
Nem sokkal Duncan halálát követően a két fiút biztonságos helyre küldték, hogy pontosan hova, az máig vita tárgya. Az egyik verzió szerint Malcolmot (aki ekkor kilenc év körül járhatott) Angliába menekítették, öccsét, Donaldot pedig a Hebridákra. Fordun beszámolójára alapozva úgy vélik, hogy Malcolm Macbeth tizenhét éves uralkodásának nagy részét Hitvalló Eduárd udvarában töltötte.
Egy másik változat szerint Malcolm anyja a két fiút Thorfinn Sigurdsson-nak, Orkney grófjának az udvarába vitte, aki a Macbeth-család ellensége volt, a Duncan-familiának pedig talán – egy házasság révén – rokona is.
Egy Siward gróf által vezetett 1054-es angol hadjárat célja az volt, hogy beiktassa tisztébe II. Máel Coluim strathclyde-i uralkodót, „a cumbriaiak (azaz a strathclyde-iak) királyának fiát”. Ez a Máel Coluim, aki alighanem Kopasz Eógan király fia volt, e rövid említést követően eltünt a krónikákból, azonban gyakran összekeverik III. Malcolm királlyal. 1057-ben több krónikás feljegyzi, hogy Malcolm megölte Macbeth királyt. Macbeth utóda nevelt fia, Lulach lett, akit Scone-ban koronáztak meg, vélhetően 1057. szeptember 8-án, majd 1058. április 25-én „árulás következtében” megölte őt Malcolm, Huntly közelében. Ezt követően Malcolm lett a király, akit talán már aznap beiktattak, bár ezt csak John of Fordun állítja.

## Malcolm és Ingibiorg

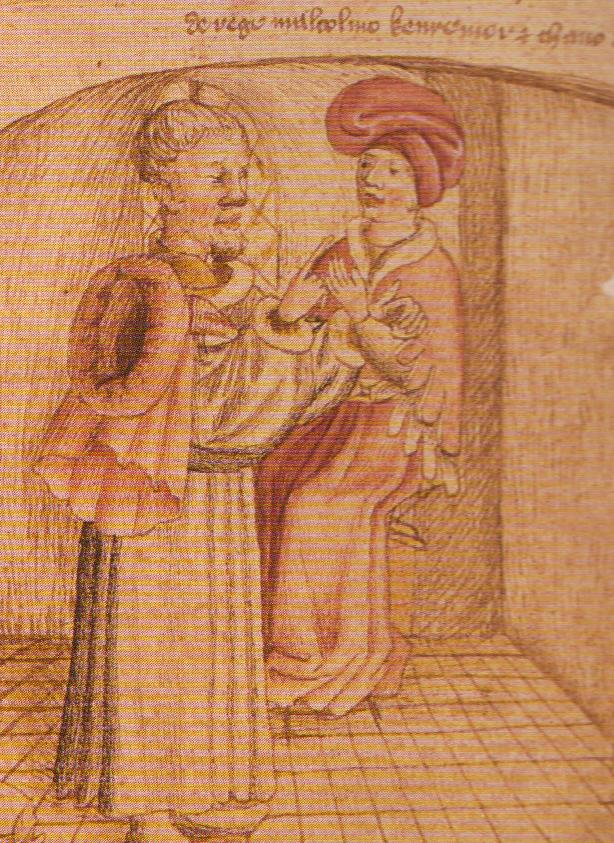
III. Malcolm és MacDuib késő középkori ábrázolása Walter Bower Scotichronicon-jából.

Ha Orderic Vitalist, az angol krónikást megbízható forrásnak tekintjük, akkor III. Malcolm egyik legelső ténykedése skót uralkodóként azt volt, hogy 1059-ben délre utazott, Hitvalló Eduárd udvarába, hogy ott elrendezze házasságát Eduárd rokonával, Margittal, aki két évvel korábban érkezett Angliába Magyarországról. Ha tényleg az angol udvarban járt, akkor több mint kilencven év óta ő volt az első uralmon lévő skót király, aki megtette ezt. Lehet, hogy a házasság dolgában sikerült 1059-ben megegyezni, azonban ezt nem tartották be, s ez magyarázatot adhat a skótok 1061-es támadására Northumbria ellen, amikor is kifosztották Lindisfarne-t. Malcolm Northumbria elleni támadása kapcsolatban lehetett a vitatott „Cumbriai Királyság”-gal, melyet Siward gróf állított vissza 1054-ben, majd 1070-ig Malcolm ellenőrzése alatt állt.
Az Orkneyinga saga azt írja, hogy Malcolm Thorfinn Sigurdssonnak, Orkney grófjának özvegyét, Ingibiorg-ot, a norvég nemes, Finn Arnesson lányát vette feleségül. Bár Ingibiorgról általában úgy tartják, hogy röviddel 1070 előtt halt meg, lehet, hogy már jóval korábban, még 1058-ban elhunyt. Az Orkneyinga saga feljegyzi, hogy Malcolmnak és Ingibiorgnak egy fia volt, II. Duncan (Donnchad mac Maíl Coluim), akiből később király lett. Néhány középkori krónikás, William of Malmesburyt követve, azt vélelmezi, hogy Duncan törvénytelen gyermek volt, de ez valószínűleg nem több, mint a Margittól származó utódok melletti propaganda, azzal a céllal, hogy aláássa Duncan leszármazottainak, a Meic Uilleim-családnak a trónra vonatkozó igényét. Malcolm Domnall nevű fiáról, aki valószínűleg 1085-ben hunyt el, nem tesznek említést az Orkneyinga saga szerzői. Őt vélhetően Ingibiorg szülte.
Malcolm és Ingibiorg házassága biztosította a békét északon és nyugaton. A Heimskringla azt mondja, hogy a királynő apja, Finn, III. Harald norvég király tanácsadója volt, majd, miután Haralddal összevesztek, II. Svend dán király gróffá nevezte ki, ami ugyancsak jó érv lehetett a házasság mellett. Malcolm békében élt az orkneyi grófsággal, együtt uralkodva ott mostohafiaival, Paul és Erlend Thorfinnssonnal. Az Orkneyinga saga említést tesz ugyan egy Norvégiával való viszálykodásról, de ez valószínűleg félreértés, mivel az esetet kapcsolatba hozza Csupaszlábú Magnusszal, aki csak 1093-ban, azaz Malcolm halálának évében lett norvég király

## Malcolm és Margit

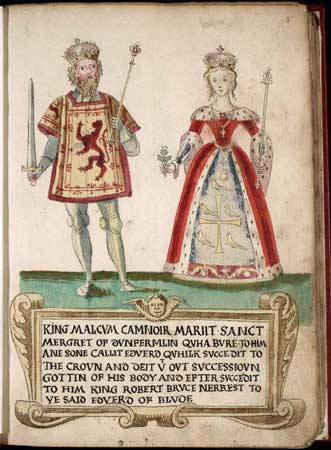
Máel Coluim és Margit egy 16. századi heraldikai munkában. Figyeljük meg a ruhájukon látható címereket. Malcolm ruházatán a skót oroszlán található, melyet egyébként csak dédunokája, Oroszlán Vilmos korától használtak. A Margit ruháján Hitvalló Eduárd feltételezett címere díszeleg.

Bár Malcolm menedéket adott a Northumbriából elűzött Tostig Godwinsonnak, maga nem kapcsolódott be Harald Hardraade és Tostig szerencsétlen 1066-os Anglia elleni hadjáratába, mely a Stamford Bridge-i vereséggel, valamint Harald és Tostig halálával végződött. 1068-ban befogadott egy csoport angol száműzöttet, akik Hódító Vilmos elől menekültek, köztük volt Agatha, Hitvalló Eduárd unokaöccsének, Száműzött Eduárd-nak az özvegye, valamint Magyarországon született gyermekei, Földönfutó Edgar, a későbbi II. Edgár, továbbá nővérei, Margit és Krisztina. Hozzájuk csatlakozott Gospatric, Northumbria grófja is. A menekülteknek azonban csalódniuk kellett, ha a skótoktól azonnali segítséget vártak.
1069-ben a menekültek visszatértek Angliába, hogy csatlakozzanak az északon kibontakozott felkeléshez. Bár Gospatric, továbbá Siward fia, Waltheof, Northampton grófja az év végén behódoltak, a II. Svend király által vezetett dán hadsereg érkezése valószínűleg nem erősítette Hódító Vilmos pozícióját. Malcolm a háború mellett döntött, csapatait délre, a Pennine-hegységen keresztül Cumbriába vezette, feldúlta Teesdale-t és Clevelandet, majd tovább fosztogatva északra fordult, Wearmouth irányába. Itt Edgarral és családjával találkozott, akik hívták, kísérje őket haza, Malcolm azonban nem csatlakozott hozzájuk. Mivel Vilmos ekkorra már lefizette Svendet azért, hogy hagyjon fel Edgar támogatásával, Malcolm is hazavitte csapatait. Megtorlásul Vilmos Gospatric vezetésével Cumbrián keresztül sereget küldött Skócia ellen. Viszonzásul a skót flotta megtámadta a northumbriai partokat, ahol Gospatric birtokai voltak. Még ugyanebben az évben ismét Skóciába érkezett Edgar és családja – lehet, hogy úton Európába hajótörést szenvedtek –, s ezúttal itt is maradtak. 1070 végén Malcolm feleségül vette Edgar nővérét, Margitot, a későbbi Skóciai Szent Margitot.
Gyermekeik nevei azt tanúsítják, hogy szakítottak az olyan hagyományos skót uralkodói nevekkel, mint Malcolm, Cináed (Kenneth) vagy Áed. A névadások jellege – Eduárd, Margit apja, Száműzött Eduárd után, Edmund, nagyapja, Vasbordájú Edmund után, Ethelred, dédapja II. Ethelred után és Edgar az ükapja, Békés Edgar után – valószínűleg üzenet akart lenni Anglia felé, ahol Hódító Vilmos uralma nem volt teljesen megszilárdulva. Az, hogy a klasszikus Sándor név a jövőbeli I. Sándor (akár II. Sándor pápa, akár Nagy Sándor után) és a bibliai Dávid a majdani I. Dávid részére, annak a felismerését jelentette-e, hogy Hódító Vilmost mégsem lehet oly könnyen elmozdítani a trónról, vagy csak az egykori angolszász királyi neveket akarták utánozni, ma már nem tisztázható. Margit két leányt is szült Malcolmnak, Skóciai Matildot, aki I. Henrik felesége lett, valamint Máriát, III. Eusztáz boulogne-i gróf feleségét.
1072-ben, befejezve az úgynevezett északi fosztogatások-at, melyek ismét megerősítették helyzetét, Hódító Vilmos egy sereggel és egy flottával északra vonult. Malcom találkozott Vilmossal Abernethy mellett és – az Angolszász krónika szavaival – „az ő embere lett”. Átadta túszként fiát Duncant és elrendezte a Vilmos és Edgar közötti békét. Az angol királyok feljebbvalóságának elismerése nem volt új dolog, korábbi királyok is megtették már, mindenféle eredmény nélkül. Nem történt ez másképp Malcolm esetében sem. Az angol királlyal való megállapodását újabb northumbriai betörések követték, melyek komoly gondokat okoztak a grófságban és William Walcher püspök gatesheadi meggyilkolásához vezettek. Vilmos 1080-ban fiát, Rövidnadrágos Róbert-et küldte északra egy sereg élén, míg testvére, Odon of Conteville Northumbriát büntette. Malcolm ismét közbenjárt a béke érdekében, mely ezúttal több mint egy évtizedig tartott.
Malcolmnak kevés ismert belső ellenállással kellett szembenéznie, eltekintve Lulach fiától, Máel Snechtai morayi uralkodótól. A Skóciával viszonylag keveset foglalkozó Anglo-Saxon Chronicle (Angolszász krónika) ezt írja 1078-ra vonatkozóan:
Malcholom [Malcolm] elfogta Mælslæhtan [Máel Snechtai] anyját ... minden kincsét és nyájait; és maga is csak nehézségek árán menekült el.
Bármi is provokálta ki a viszályt, Máel Snechtai túlélte, csak 1085-ben halt meg.

## Malcolm és II. Vilmos

William Rufus, azaz II. Vilmos, „a Vörös”, az angolok királya (1087-1100).

Mikor II. Vilmos apja halála után angol király lett, Malcolm nem avatkozott bele abba lázadásba, melyet Rövidnadrágos Róbert támogatói robbantottak ki. Azonban 1091-ben Vilmos elkobozta Földönfutó Edgar angliai földjeit és Edgar északra, Skóciába menekült. Májusban Malcolm délre vonult, ezúttal nem portyázott, rabolt és fosztogatott, hanem megostromolta a Rövidnadrágos Róbert által 1080-ban épített Newcastle városát. Ezzel valószínűleg megpróbálta a déli határokat a Tweed folyótól délre, a Tees folyóig tolni. A fenyegetés ahhoz elég volt, hogy az angol királyt hazahozza Normandiából, ahol Rövidnadrágos Róberttel viaskodott. Szeptemberben – látva II. Vilmos közeledő csapatait – a skótók északra húzódtak, de az angolok követték őket. Az 1072-ben történtekkel ellentétben, Malcolm ezúttal felkészült a harcra, azonban Edgar és Rövidnadrágos Róbert közreműködése árán mégis békét kötött az angol királlyal és elismerte őt urának.
1092-ben a béke kezdett összeomlani. Abból kiindulva, hogy a skótok ellenőrizték a mai Cumbria nagy részét, sokan úgy vélik, hogy II. Vilmos új carlisle-i vára és a környékén megtelepedett angol parasztok voltak a viszály kirobbantói. Az azonban valószínűtlen, hogy Malcolm uralkodott Cumbria fölött, a viták inkább a Vilmos apja által 1072-ben Malcolmnak adományozott birtokok miatt törhettek ki. Malcolm futárokat küldött Vilmoshoz, azzal az üzenettel, hogy tárgyalják meg a kérdést, Vilmos pedig beleegyezett egy találkozásba. Malcolm délre, Gloucesterbe utazott, közben megállva a Wilton-apátságnál, ahol meglátogatta Edit lányát, valamint sógornőjét, Krisztinát. Malcolm 1093. augusztus 24-én arra érkezett meg, hogy Vilmos visszautasította a megállapodást, azt javasolva, hogy a jogi vitát döntsék el az angol bárók. Ennek elfogadását Malcolm utasította el és habozás nélkül visszatért Skóciába.
Az nem egyértelmű, hogy Vilmos háborút akart kiprovokálni, az azonban, az Anglo-Saxon Chronicle feljegyzése szerint mégis bekövetkezett:
Emiatt azonban osztoztak az elégedetlenségben és Malcolm király visszatért Skóciába. Nem sokkal megérkezte után összegyűjtötte seregét, elindult végiggázolni Anglián, több rosszindulattal, mint oka lett volna rá…
 Malcolmhoz csatlakozott Eduárd, Margittól született legidősebb fia, a reménybeli trónörökös, valamint Edgar is. Northumbriai pusztításuk még az akkori idők szokásaihoz képes is túl durvának tűnt.

## Malcolm halála
Miközben ismét észak felé vonultak, Malcolmékat lesben állva várta Alnwick közelében Robert de Mowbray, Northumbria grófja, akinek a földjeit 1093. november 13-án letarolták. Itt Malcolmot megölte Arkil Morel, Bamburgh várának intézője. Az összetűzés később alnwicki csata néven vált ismertté. Ugyanebben a küzdelemben Eduárd is halálos sebet kapott. Ahogy mondják, Margit röviddel azután meghalt, hogy megkapta a hírt Edgartól. Az Annals of Ulster azt írja:
Malcolmot, Donnchad fiát, Skócia főkirályát és fiát, Eduárdot megölték a franciák, Inber Aldában, Angliában. Margit királynő kilenc napra rá belehalt a bánatba.
Malcolm holttestét a tynemouthi zárdában temették e és mindmáig ott nyugszik. I. Sándor uralkodása idején egy helyi földművelő holttestét vitték északra, a dunfermline-i apátságba, vagy talán Ionára, eltemetni.
1250. június 19-én, azt követően, hogy IV. Ince pápa szentté avatta Margitot, maradványait kiásták és egy ereklyetartóban helyezték el a dunfermline-i apátság főoltárán, Malcolm sírhelye mellett.

## Gyermekei
Malcolmnak Ingebjorgtól egy fia született:
- II. Duncan skót király (1060 körül–1094. november 12.)

Margit nyolc gyermeket szült Malcolmnak, hat fiút és két lányt:
- Edvárd (?–1093. november 13.) apjával együtt esett el az alnwicki csatában
- Edmund (1070 körül–1097 után)
- Etelred (?–1093 körül), dunkeldi apát
- Edgár (1074 körül–1107. január 8.), Skócia királya 1097-től 1107-ig, ő nőtlen maradt, és gyermeke sem született
- Sándor (1077/1078–1124. április 23.), I. Sándor néven Skócia királya volt 1107-től 1124-ig, ő 1107 körül nőül vette Normandiai Szibillát, de gyermekük nem született, a királynak viszont volt egy törvénytelen fia, Máel Coluim
- Edit (1080 körül–1118. május 1.), aki Matilda néven I. Henrik angol király első felesége lett 1100. november 11-én, s akinek négy gyermeket szült, Eufémiát, Matildát, Vilmost és Erzsébetet
- Mária (1082–1116), ő III. Eusztász boulogne-i gróf hitvese lett, akinek egy leányt szült, Matildát, aki 1125-ben a későbbi István angol király felesége lett, akinek öt gyermeket szült, Eusztászt, Balduint, Vilmost, Matildát és Máriát
- Dávid (1082 vagy 1084–1153. május 24.), Skócia királya volt I. Dávid néven 1124-től 1153-ig, ő az özvegy, háromgyermekes Matilda huntingdoni grófnőt vette el 1113-ban, akitől négy gyermeke lett, két fiú és két lány (Malkolm, Henrik, Klarícia és Hodierna)

## Külső hivatkozások
- CELT: Corpus of Electronic Texts benne az Annals of Ulster, a Tigernach, a Four Masters és az Innisfallen, a Chronicon Scotorum, a Lebor Bretnach (ebben található a Duan Albanach), genealógiák és szentek életei. Többnyire angol fordításban, néhány esetben a fordítás folyamatban van.
- Az Orkneyinga saga a Northvegr honlapon

## Fordítás
- Ez a szócikk részben vagy egészben  a   Malcolm III of Scotland című angol Wikipédia-szócikk ezen változatának fordításán alapul.  Az eredeti cikk szerkesztőit annak laptörténete sorolja fel. Ez a jelzés csupán a megfogalmazás eredetét és a szerzői jogokat jelzi, nem szolgál a cikkben szereplő információk forrásmegjelöléseként.